# UCI Africa Tour 2023
Navigation
Édition précédente Édition suivante
L'UCI Africa Tour 2023 est la 19e édition de l'UCI Africa Tour, l'un des cinq circuits continentaux de cyclisme de l'Union cycliste internationale. Il se déroule du 3 novembre 2022 au 7 octobre 2023 en Afrique.

## Équipes
Les équipes qui peuvent participer aux différentes courses dépendent de la catégorie de l'épreuve. Par exemple, les UCI WorldTeams ne peuvent participer qu'aux courses .1 et leur nombre par épreuves est limité.
| Catégorie | Catégorie               | Équipes                                                                                 |
| --------- | ----------------------- | --------------------------------------------------------------------------------------- |
| .1        | 1.1 (Course d'un jour)  | * UCI WorldTeam (max 50 %) * UCI ProTeam * Équipe continentale * Sélection nationale    |
| .1        | 2.1 (Course par étapes) | * UCI WorldTeam (max 50 %) * UCI ProTeam * Équipe continentale * Sélection nationale    |
| .2        | 1.2 (Course d'un jour)  | * UCI ProTeam * Équipe continentale * Sélection nationale * Équipe régionale et de club |
| .2        | 2.2 (Course par étapes) | * UCI ProTeam * Équipe continentale * Sélection nationale * Équipe régionale et de club |

## Calendrier des épreuves

### Novembre 2022
| Date | Course                                                  | Pays  | Classe | Vainqueur               | Équipe                 |
| ---- | ------------------------------------------------------- | ----- | ------ | ----------------------- | ---------------------- |
| 3    | Challenges de la Marche verte-Grand Prix Sakia El Hamra | Maroc | 1.2    | Ahmed Al Mansoori       | Émirats arabes unis    |
| 5    | Challenges de la Marche verte-Grand Prix Oued Eddahab   | Maroc | 1.2    | Heiko Homrighausen      | Team Embrace The World |
| 6    | Challenges de la Marche verte-Grand Prix Al Massira     | Maroc | 1.2    | Jules de Cock           | Global Cycling Team    |
| 8    | Challenge du Prince-Trophée Princier                    | Maroc | 1.2    | Achraf Ed Doghmy        | Maroc                  |
| 10   | Challenge du Prince-Trophée de l'Anniversaire           | Maroc | 1.2    | Nasser Eddine Maatougui | Sidi Ali-Unlock        |
| 11   | Challenge du Prince-Trophée de la Maison Royale         | Maroc | 1.2    | Adil El Arbaoui         | Maroc                  |

### Janvier
| Date  | Course                 | Pays  | Classe | Vainqueur      | Équipe        |
| ----- | ---------------------- | ----- | ------ | -------------- | ------------- |
| 23-29 | Tropicale Amissa Bongo | Gabon | 2.1    | Geoffrey Soupe | TotalEnergies |

### Février
| Date  | Course         | Pays       | Classe | Vainqueur       | Équipe                             |
| ----- | -------------- | ---------- | ------ | --------------- | ---------------------------------- |
| 1-5   | Tour du Sahel  | Mauritanie | 2.2    | Adil El Arbaoui | Maroc                              |
| 19-26 | Tour du Rwanda | Rwanda     | 2.1    | Henok Mulubrhan | Green Project-Bardiani CSF-Faizanè |

### Mars
| Date | Course                         | Pays    | Classe | Vainqueur       | Équipe                     |
| ---- | ------------------------------ | ------- | ------ | --------------- | -------------------------- |
| 7-16 | Tour d'Algérie                 | Algérie | 2.2    | Paul Hennequin  | Nice Métropole Côte d'Azur |
| 17   | Grand Prix de la ville d'Alger | Algérie | 1.2    | Youcef Reguigui | Terengganu Polygon         |

### Mai
| Date | Course                                         | Pays  | Classe | Vainqueur        | Équipe                |
| ---- | ---------------------------------------------- | ----- | ------ | ---------------- | --------------------- |
| 2-7  | Tour du Bénin                                  | Bénin | 2.2    | Achraf Ed Doghmy | Maroc                 |
| 26   | Grand Prix du Prince Héritier Moulay el Hassan | Maroc | 2.2    | Lukáš Kubiš      | Dukla Banská Bystrica |
| 27   | Grand Prix du Trône                            | Maroc | 2.2    | Lukáš Kubiš      | Dukla Banská Bystrica |
| 28   | Grand Prix de la Famille Royale                | Maroc | 2.2    | Youcef Reguigui  | Terengganu Polygon    |

### Juin
| Date | Course                                    | Pays     | Classe | Vainqueur          | Équipe                   |
| ---- | ----------------------------------------- | -------- | ------ | ------------------ | ------------------------ |
| 3-11 | Tour du Cameroun                          | Cameroun | 2.2    | Mohcine El Kouraji | Maroc                    |
| 6-9  | Tour de Maurice                           | Maurice  | 2.2    | Archie Cross       | Velo Schils Interbike RT |
| 11   | Courts Mamouth Classique de l'île Maurice | Maurice  | 1.2    | Youcef Reguigui    | Terengganu Polygon       |

### Septembre
| Date | Course               | Pays  | Classe | Vainqueur         | Équipe                        |
| ---- | -------------------- | ----- | ------ | ----------------- | ----------------------------- |
| 8    | Grand Prix Boukraa   | Maroc | 1.2    | Sergey Rostovtsev | Beykoz Belediyesi Spor Kulübü |
| 9    | Grand Prix Es-Semara | Maroc | 1.2    | Adil El Arbaoui   | Maroc                         |
| 10   | Grand Prix El Marsa  | Maroc | 1.2    | Sergey Rostovtsev | Beykoz Belediyesi Spor Kulübü |

### Octobre
| Date | Course                  | Pays     | Classe | Vainqueur    | Équipe  |
| ---- | ----------------------- | -------- | ------ | ------------ | ------- |
| 3-7  | Grand Prix Chantal Biya | Cameroun | 2.2    | Yacine Hamza | Algérie |